# 王人三
王人三（1915年—1998年），男，山东牟平人，中华人民共和国政治人物、外交官。

## 生平
1939年至1941年，任中共北海地委统战部、宣传部和政府工作部部长。1941年至1947年，任胶东《大众报》社社长。1948年，任中共昌潍地委宣传部长。1951年任，中共中央山东分局宣传部办公室主任。1952年后，历任中共徐州市委宣传部长、副书记兼市长、徐州市委第一书记。1956年，历任中共江苏省委宣传部副部长兼《新华日报》总编辑、中共苏州地委书记兼苏州市委书记。
1964年后，任外交部西亚北非司副司长、外交人员服务局副局长，后任中国驻阿联塞得港总领事。1973年，担任首位中华人民共和国驻乍得大使。1977年，由苗九锐接任，其改任担任中华人民共和国驻利比里亚大使。
1998年去世。